# Лунхуа (Чэндэ)
Лунхуа́ (кит. упр. 隆化, пиньинь Lónghuà) — уезд городского округа Чэндэ провинции Хэбэй (КНР). Уезд назван в честь горной гряды Синлуншань.

## История
Уезд был образован в 1910 году.
После Синьхайской революции в 1914 году был образован Специальный административный район Жэхэ (热河特别区), и уезд вошёл в его состав. В 1928 году Специальный административный район Жэхэ был преобразован в провинцию Жэхэ
В 1933 году территория была захвачена японцами и передана в состав марионеточного государства Маньчжоу-го.
В 1955 году провинция Жэхэ была расформирована, и уезд вошёл в состав Специального район Чэндэ (承德专区) провинции Хэбэй (впоследствии переименованного в Округ Чэндэ). В июле 1993 года округ Чэндэ и город Чэндэ были объединены в Городской округ Чэндэ.

## Административное деление
Уезд Лунхуа делится на 1 уличный комитет, 10 посёлков, 7 волостей и 8 национальных волостей.